# Karang Gondang
Karang Gondang is een bestuurslaag in het regentschap Pekalongan van de provincie Midden-Java, Indonesië. Karang Gondang telt 1762 inwoners (volkstelling 2010).